# Абдурагимов, Гусейн Яхья оглы
Гусейн Яхья оглы Абдурагимов (азерб. Hüseyn Yəhya oğlu Əbdürrəhimov; 20 февраля 1912, Нуха — 20 мая 1966, там же) — советский азербайджанский агроном, Герой Социалистического Труда (1949).

## Биография
Родился 20 февраля 1912 года в городе Нуха (ныне город Шеки Азербайджана).
В 1933 году окончил Азербайджанский сельскохозяйственный институт имени Агамали оглы по специализации «полевой агроном».
Начал трудовую деятельность в 1933 году агрономом в Уджарском районе. В 1934—1946 годах агроном, планёр-агроном, растениеводческий агроном, главный агроном в Нухинском районном отделе сельского хозяйства. С 1947 по 1952 год заведующий Нухинским районным отделом сельского хозяйства, с 1952 по 1957 год председатель исполкома Нухинского районного Совета депутатов трудящихся, позже работал в сфере хозяйства. В 1948 году своей работой обеспечил перевыполнение в целом по району планового сбора урожая табака на 24,4 процента. Участник ВСХВ в 1939 году.
Указом Президиума Верховного Совета СССР от 1 июля 1949 года за получение в 1948 году высоких урожаев табака Абдурагимову Гусейну Яхья оглы присвоено звание Героя Социалистического Труда со вручением ордена Ленина и золотой медали «Серп и Молот».
Активно участвовал в общественной жизни Азербайджана. Член ВЛКСМ с 1929, КПСС с 1939 года. Депутат Верховного Совета Азербайджанской ССР 4-го и 5-го созывов.
Скончался 20 мая 1966 года в городе Нуха.